# Selma Selman
Selma Selman (Bihać, Bosnië en Herzegovina, 1991) is een multidisciplinair kunstenaar en activist van Roma-afkomst.
Selman woont en werkt tussen Amsterdam, New York en Bihać en combineert in haar praktijk performance, video, installatie, geur, tekening en sculptuur. Haar werk ontstaat vanuit haar persoonlijke geschiedenis binnen een Roma-familie van schroothandelaren en richt zich op thema’s als vrouwelijke emancipatie, economische ongelijkheid, institutionele onderdrukking en culturele stereotypen.

## Levensloop en werk
Selman studeerde schilderkunst aan de kunstacademie van Banja Luka, waar ze afstudeerde met de onderscheiding ‘Best Intermedia Artist’, en vervolgde haar opleiding met een MFA in Transmedia, Visual, and Performing Arts aan de Universiteit van Syracuse in New York in 2018. Van 2021 tot 2023 was ze resident aan de Rijksakademie in Amsterdam, waar haar praktijk zich verdiepte in het spanningsveld tussen materialiteit, migratiegeschiedenis en collectief geheugen. Centraal in Selmans praktijk staat het herwaarderen van wat als waardeloos wordt gezien, zowel in materiële als in sociale zin. Ze gebruikt schrootmetaal en afgedankte technologie als symbolen van economische marginalisatie én van potentie. Tegelijkertijd verbeeldt ze via haar performances een hybride identiteit waarin lichamen, grenzen en materie fluïde worden. Haar tekeningen verkeren in een staat van ‘superpositionele intersectionaliteit’ een theorie die ze koppelt aan een ‘nieuw soort natuurkunde’ waarin lichamen en verhalen constant van gedaante kunnen veranderen. Hoewel haar afkomst een cruciale rol speelt in haar werk, weigert Selman zich te laten reduceren tot een identiteit: ze noemt zichzelf een kunstenaar van Roma-afkomst, niet een 'Roma-kunstenaar'. Deze nuancering stelt haar in staat zich te verzetten tegen exotisering en homogenisering. In haar bijdrage aan de tentoonstelling From what will we reassemble ourselves bij Framer Framed, reflecteert ze op de representatie van lijden binnen genocidekunst en weigert ze beelden te reproduceren die slachtoffers reduceren tot passieve entiteiten. In plaats daarvan probeert zij de visuele en politieke structuren te ontmantelen die genocidale systemen in stand houden. In 2025 won ze de ABN AMRO Kunstprijs, waarbij de tentoonstelling Sleeping Guards in het Stedelijk Museum Amsterdam. Hierin verbindt Selman het poëtische met het politieke: kinetische sculpturen van grijparmen, geurinstallaties en tekeningen worden ingezet om economische en feministische vraagstukken te verkennen. De tentoonstelling bevat onder meer het werk Motherboards, waarin verguld metaal van gesloopte moederborden wordt gepresenteerd als waardevol object, en de film Crossing the Blue Bridge (2024), waarin de oorlogservaring van haar moeder een performatieve hervertelling krijgt die intiem én politiek is.

#### Heck to School
Naast haar kunstpraktijk is Selman sociaal actief: ze richtte de NGO Get the Heck to School op, die Roma-meisjes wereldwijd ondersteunt in hun toegang tot onderwijs en strijd tegen structurele uitsluiting. Haar werk fungeert niet alleen als esthetisch object, maar als daad van culturele herdefiniëring: een krachtig pleidooi voor rechtvaardigheid, agency en complexiteit.

## Prijzen
- 2019: Finalist van de Tajsa Roma Cultural Heritage Prize, Berlijn (DL)[6]
- 2019: Winnaar van de “Power of Excellence Award”, door Association of Business Women in BiH en Grazia magazine, Sarajevo (BIH)[6]
- 2019: Winnaar van de White Aphroid Award voor uitzonderlijke artistieke prestatie, Maribo (SLO)[6]
- 2019: De Jury Award voor de beste korte film bij 60 seconds Film Festival in Kopenhagen, (DNK)[6]
- 2017: Young European Artist Trieste Contemporanea Award, Triëst (ITA)[6]
- 2015-2016: Commendation of the Cultural Center for “Outstanding Achievements in Art”, Bihac (BIH)[6]
- 2014: “De ZVONO prijs” voor beste jonge kunstenaar in Bosnië and Herzegovina, Sarajevo (BIH)[6]
- 2014: “Beste schilder prijs” bij de kunstacademie van Banja Luka (BIH)[6]
- 2014: “Beste grafische designer prijs” bij de kunstacademie van Banja Luka (BIH)[6]
- 2013: “Beste multimedia kunstenaar prijs” bij de kunstacademie van Banja Luka (BIH)[6]

## Solotentoonstellingen
- 2021: “Don’t Look Into My Eyes”, Kasseler Kunstverein Museum Fridericianum, Kassel (DL)
- 2021: Selma Selman, National Gallery, Sarajevo (BIH)
- 2021: “Superposition”, KUK Gallery, Keulen (DL)
- 2020: “NO SPACE”, Museum of Contemporary Art, Skopje (MAK)
- 2020: “NO SPACE”, Youth Center, Belgrado (SRB)
- 2019: "Evropa Boss Light", Robot Poola, Pula (CR)
- 2018: "Viva La Vida", Novembar Gallery, Belgrado (SRB)
- 2018: "I Will Buy My Freedom When”, acb Attachment, Boedapest (HU)
- 2018: "I Will Buy My Freedom When", Studio Tommaseo, Triëst (ITA)
- 2018: "I Will Buy My Freedom When", SU Art Gallery, Syracuse (USA)
- 2017: "AEG vampyr 1400", acb Attachment, Budapest (HU)
- 2017: “You Have No Idea”, agnès b. Galerie Boutique, New York (VS)
- 2016: “I Exist” Gallery Schleifmühlgasse 12-14, Wenen (AUT)
- 2016: “I Exist” Gallery Dreamland, Buffalo, New York (USA)
- 2015: “You Have No Idea” Gallery Epeka, Maribor (SLO)

## Collecties
- ifa (Instut für Auslandsbeziehungen), Stuttgart (DL)
- November Gallery, Belgrado (SRB)
- agnès b.’s kunstgalerij, Parijs (FR)
- Horsecross Arts Collection of contemporary art at Threshold Artspace, Scotland (VK)
- Museum of Contemporary Art of Republic of Srpska, Banja Luka (BIH)
- acb Gallery, Budapest (HU)